# Palaestra
Palaestra. Untersuchungen zur europäischen Literatur ist eine seit 1898 bestehende wissenschaftliche Fachzeitschrift im Bereich der Philologie und Literaturgeschichte. Sie wird derzeit (Dezember 2023) von Bernd Auerochs, Heinrich Detering und Maria Moog-Grünewald herausgegeben. Sie wurde gegründet von den Literaturwissenschaftlern Erich Schmidt (Germanistik) und Alois Brandl (Anglistik).